# Gustavo Vallecilla
Exon Gustavo Vallecilla Godoy (ur. 28 maja 1999 w Esmeraldas) – ekwadorski piłkarz występujący na pozycji środkowego obrońcy, reprezentant Ekwadoru, od 2023 roku zawodnik amerykańskiego Columbus Crew.